# 三井物産ビル
三井物産ビル（みついぶっさんビル）は東京都千代田区大手町に所在した高層ビルである。三井物産が本社機能を置いていた。

## 建築
三井物産創業100周年事業として建設され、日本で初めての自社専用ビルとして、1976年（昭和51年）10月に竣工した。1978年（昭和53年）BCS賞を受賞。
本館と東に隣接する別館からなり、両館をつなぐ渡り廊下の下が車寄せとなっている。建物は南北に長く、本館は皇居側からは高さ・幅とも100メートルの正方形の外観を持つ。12・13階は低層用と高層用のエレベーターの乗換階で、会議室や印刷室はこの階に集められている。他に、役員室のある23・24階直通のエレベーターもある。
敷地西側は内堀通りに沿った「プラザ」と呼ばれる三角形の公開空地になっており、クスノキやモッコク、ヤマモモなどが植栽されている。人工池「プラザ池」では1983年（昭和58年）5月に初めてカルガモが誕生し、内堀通りを渡って皇居の堀に引越するカルガモ親子の姿が毎年のように風物詩として親しまれた。ビルの管理業務を請け負う物産プロパティマネジメントでは女性社員が「カルガモレディー」として観察を続けてきたが、再開発のため2013年（平成25年）に池は閉鎖された。また、地下には丸の内熱供給の地域熱供給プラントがあり、プラザ内に排気塔が設置された。

## 建替え
本ビル、東側に隣接し三井不動産が保有する大手町一丁目三井ビルディング、三井物産と三井不動産が所有する大手町パルビル、を3棟一体で再開発すると発表され、建て替え後は三井物産ビル跡地に地下5階、地上30階、高さ155メートルのA棟、大手町一丁目三井ビルと大手町パルビルの跡地に地下5階、地上41階建、高さ200メートル、上層部にホテル入居予定のB棟が建ち、同時に防災備蓄倉庫や2400人分の帰宅困難者一時滞在施設の整備と地域熱供給施設の更新も計画している。このため、三井物産は本店を日本生命丸の内ガーデンタワーとJAビルへ2014年（平成26年）11月25日に移転し、本ビルは翌年1月5日から鹿島建設によって解体が着手された。
2019年（令和元年）10月17日、三井物産と三井不動産は再開発街区の名称を『Otemachi One』、新本社ビルの名称を『三井物産ビル』とすると発表。2020年（令和2年）5月7日から完成した新社屋で三井物産は業務を開始した。2022年（令和4年）末には、今回のプロジェクトにおける前庭であるOtemachi One Gardenも完成し、カルガモが棲息できる水辺空間が再び設けられる予定である。